# Modern Farmer
Modern Farmer (hangul: 모던파머; rr: Modeonpameo) é uma telenovela sul-coreana exibida pela SBS em 2014, estrelada por Lee Hongki, Park Min-woo, Lee Si-eon, Kwak Dong-yeon e Lee Ha-nui.

## Enredo
Os membros da banda de rock Excellent Soul (ExSo) decidir desistir de sua vida em Seul, e mover-se para uma pequena cidade do interior de cultivar a terra que a avó de Lee Min-ki deixou para ele após sua morte. Quando Min-ki chega lá, ele descobre que o líder da aldeia é o seu primeiro amor, Kang Yoon-hee.

## Elenco
- Lee Hongki como Lee Min-ki[4][5]
- Park Min-woo como Kang Hyeok
- Lee Si-eon como Yoo Han-cheol
- Kwak Dong-yeon como Han Ki-joon
- Lee Ha-nui como Kang Yoon-hee[6]
- Lee Han-wi como Kang Young-sik
- Lee Il-hwa como Yoon Hye-jung
- Kim Jaehyun como Park Hong-gu[7]
- Hwang Jae-won como Kang Min-ho
- Kim Byung-ok como Han In-ki
- Park Jin-joo como Han Sang-eun
- Jo Sang-gun como Park Deuk-chool
- Kim Bu-seon como Lee Yong-nyeo
- Seo Dong-won como Park Sang-deuk
- Kwon Mina como Lee Soo-yeon[8][9]
- Park Young-soo como Hwang Man-gu
- Maria como Diana
- Lincoln Paul Lambert como Hwang Min-gook
- Oh Young-shil como Kim Soon-boon
- Jo Woo-ri como Hwang Yi-ji
- Han Joo-hyun como Song Hwa-ran
- Jung Shi-ah como Yoo Mi-young
- --- como Choi Eun-woo
- Han Bo-reum como Han Yoo-na
- --- como Yoon Mi-ja
- Kim Won-hae como Doksa ("cobra venenosa")
- Nam Myung-ryul como diretor do hospital Kang
- Kim Byung-chul como chefe de Han-cheol
- --- como deputado Kim
- --- como assistente do deputado Kim

## Classificações
| Episódio | Data de transmissão original | Audiência média    | Audiência média              | Audiência média           | Audiência média              |
| Episódio | Data de transmissão original | Classificação TNmS | Classificação TNmS           | Classificação AGB Nielsen | Classificação AGB Nielsen    |
| Episódio | Data de transmissão original | Em todo o país     | Região Metropolitana de Seul | Em todo o país            | Região Metropolitana de Seul |
| -------- | ---------------------------- | ------------------ | ---------------------------- | ------------------------- | ---------------------------- |
| 1        | 18 de outubro de 2014        | 4.8%               | 5.2%                         | 4.3%                      | 4.9%                         |
| 2        | 19 de outubro de 2014        | 4.9%               | 5.3%                         | 5.2%                      | 5.6%                         |
| 3        | 25 de outubro de 2014        | 4.5%               | 5.1%                         | 4.9%                      | 5.2%                         |
| 4        | 26 de outubro de 2014        | 5.3%               | 6.1%                         | 5.4%                      | 6.5%                         |
| 5        | 1 de novembro de 2014        | 5.6%               | 6.6%                         | 5.1%                      | 5.8%                         |
| 6        | 2 de novembro de 2014        | 5.4%               | 6.4%                         | 6.3%                      | 7.1%                         |
| 7        | 8 de novembro de 2014        | 3.9%               | 4.5%                         | 4.6%                      | 5.2%                         |
| 8        | 9 de novembro de 2014        | 4.6%               | 4.9%                         | 5.0%                      | 5.4%                         |
| 9        | 15 de novembro de 2014       | 4.3%               | 4.6%                         | 5.1%                      | 5.5%                         |
| 10       | 16 de novembro de 2014       | 4.3%               | 4.9%                         | 4.4%                      | 4.9%                         |
| 11       | 22 de novembro de 2014       | 3.6%               | 4.0%                         | 4.3%                      | 4.7%                         |
| 12       | 23 de novembro de 2014       | 4.5%               | 4.7%                         | 4.6%                      | 4.6%                         |
| 13       | 29 de novembro de 2014       | 3.7%               | 4.6%                         | 4.3%                      | 4.5%                         |
| 14       | 30 de novembro de 2014       | 3.6%               | 4.4%                         | 4.0%                      | 4.2%                         |
| 15       | 6 de dezembro de 2014        | 4.3%               | 5.0%                         | 4.4%                      | 4.5%                         |
| 16       | 7 de dezembro de 2014        | 3.9%               | 4.3%                         | 4.1%                      | 4.9%                         |
| 17       | 13 de dezembro de 2014       | 3.2%               | 3.5%                         | 3.6%                      | 4.4%                         |
| 18       | 14 de dezembro de 2014       | 3.8%               | 4.6%                         | 4.2%                      | 5.2%                         |
| 19       | 20 de dezembro de 2014       | 2.8%               | 3.5%                         | 3.6%                      | 4.6%                         |
| 20       | 27 de dezembro de 2014       | 3.4%               | 4.2%                         | 4.0%                      | 4.1%                         |
| Média    | Média                        | 4.2%               | 4.8%                         | 4.6%                      | 5.1%                         |

## Prêmios e indicações
| Ano  | Prêmio           | Categoria                                        | Recipiente | Resultado |
| ---- | ---------------- | ------------------------------------------------ | ---------- | --------- |
| 2014 | SBS Drama Awards | Prêmio de excelência, atriz em um drama especial | Lee Ha-nui | Indicado  |
| 2014 | SBS Drama Awards | Prêmio especial, atriz em um drama especial      | Lee Il-hwa | Indicado  |